# Fácánok szigete
A Fácánok szigete (vagy Fácán-sziget; spanyolul: Isla de los Faisanes, franciául: Île des Faisans) egy kis területű, lakatlan sziget a Spanyolország és Franciaország határát képező Bidasoa (Bidassoa) folyóban. Ez a világ legrégebb óta fennálló és egyben legkisebb területű kondomíniuma, vagyis olyan területe, amely egyszerre több országhoz is tartozik. Ma ezt a közös fennhatóságot a gyakorlatban úgy oldják meg, hogy minden februártól júliusig Spanyolország, augusztustól januárig Franciaország igazgatja.
Történetének legfontosabb eseménye, hogy itt írták alá 1659. november 7-én a francia–spanyol háborút lezáró pireneusi békeszerződést.

## Története
Bár a sziget létezését már a római korból származó források is említik, jelentősége csak 1512-től kezdve növekedett meg, amikor Kasztília megszállta a Navarrai Királyságot.
1618-ban kitört az Európa jó részét érintő harmincéves háború, amelyet 1648-ban lezárt ugyan a vesztfáliai béke, a spanyolok és a franciák még ezek után is folytatták a maguk háborúját. Ezt végül a pireneusi béke zárta le: a békekötés pedig itt történt a Fácánok-szigetén, 1659. november 7-én, miután Luis de Haro márki és Jules Mazarin bíboros-főminiszter mintegy húsz tárgyalási alkalom után megállapodott a feltételekben. 1660 júniusában szintén itt találkozott egymással IV. Fülöp spanyol és XIV. Lajos francia király: előbbi leányával, Mária Terézia infánsnővel együtt érkezve, hogy bemutassák a menyasszonyt leendő férjének, a francia uralkodónak.

## Leírás
Az alig 2000 m²-es, nagyjából nyugat–keleti irányban elnyúló sziget a Spanyolország és Franciaország határán húzódó Bidasoa (franciául: Bidassoa) folyó közepén fekszik. Amikor éppen Spanyolországé (februártól júliusig), akkor közigazgatásilag Baszkföld Guipúzcoa tartományához, azon belül is Irún községhez tartozik, amikor Franciaországé (az év többi részében), akkor Aquitania régió Pyrénées-Atlantiques megyéjének Hendaye településéhez.
A sziget közepén állították fel 1856-ban az itt aláírt pireneusi békeszerződésre emlékező emlékművet: ennek Spanyolország felé néző oldalán spanyol, Franciaország felé néző oldalán francia felirat olvasható.
A Fácánok szigetére nem vezet híd, és turisták sem látogathatják.

## Képek

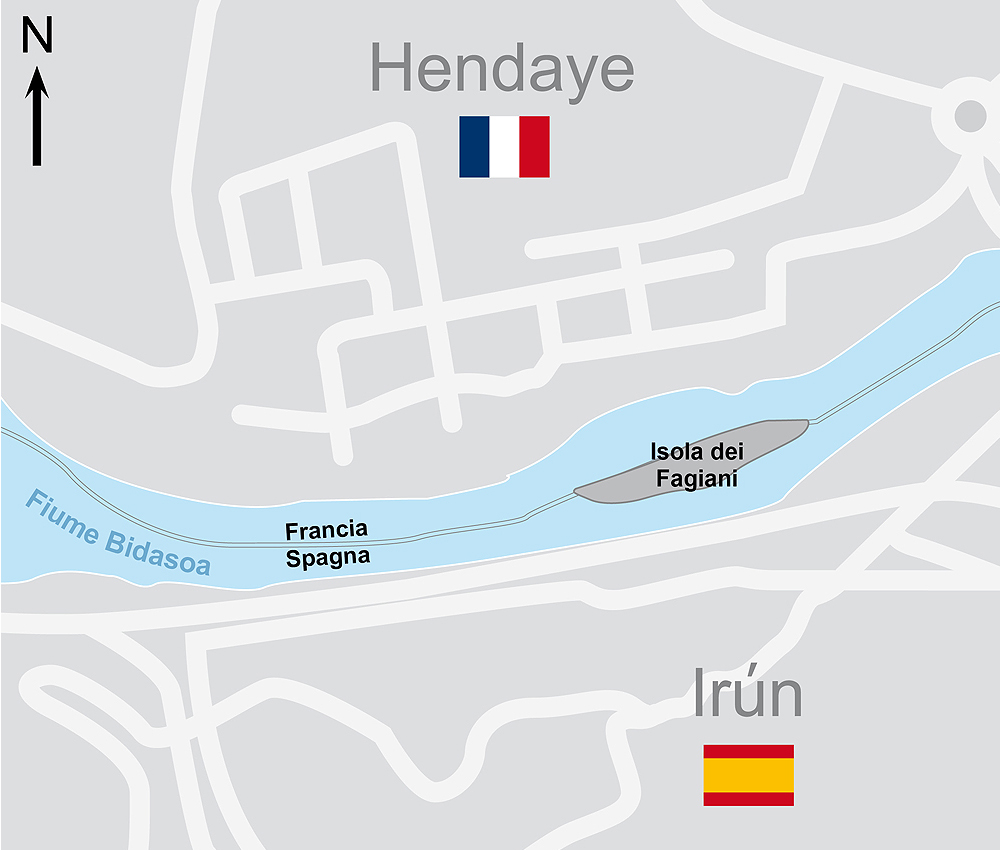
Térkép
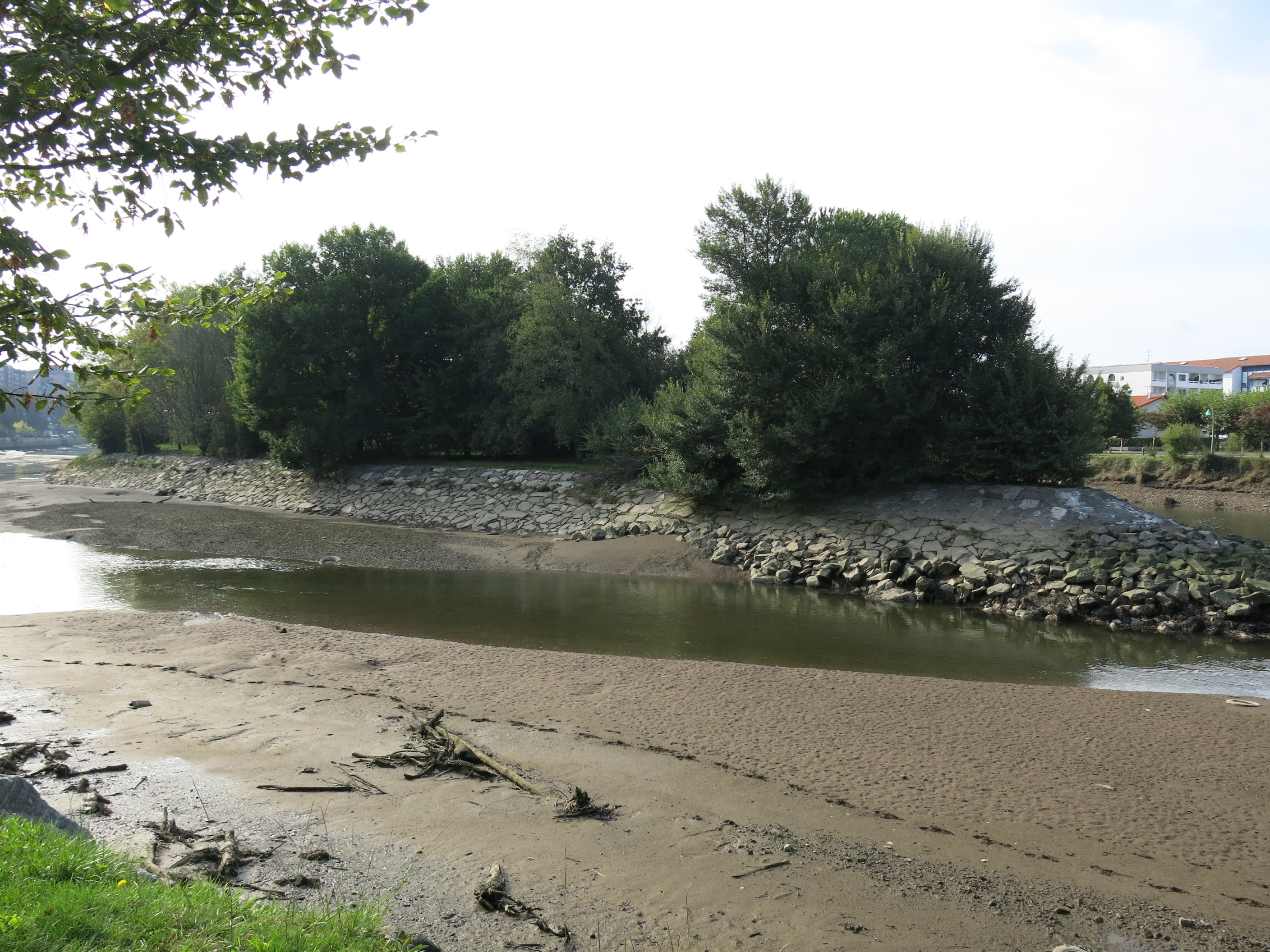
Alacsony vízállásnál
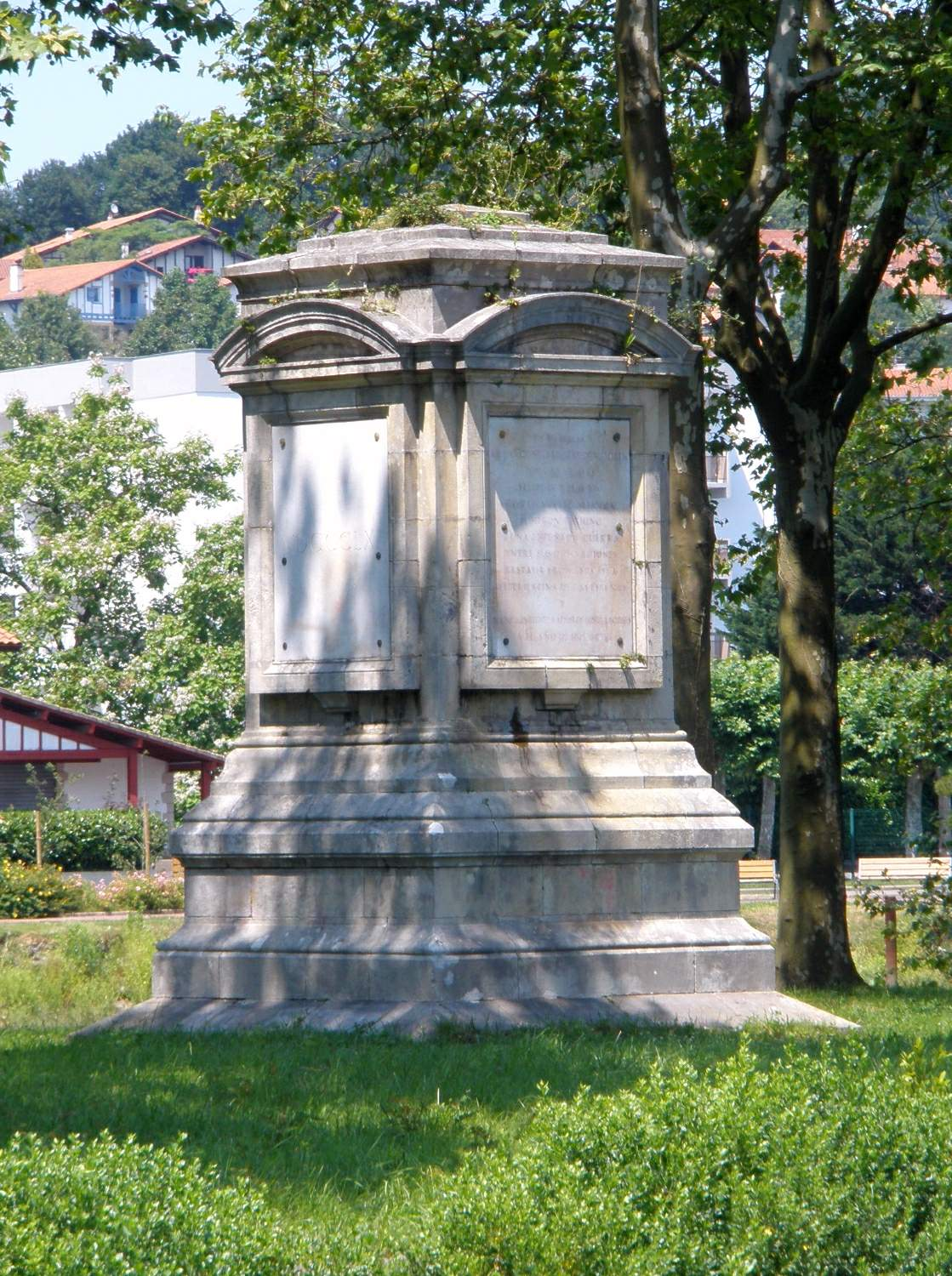
A pireneusi béke emlékműve a sziget közepén
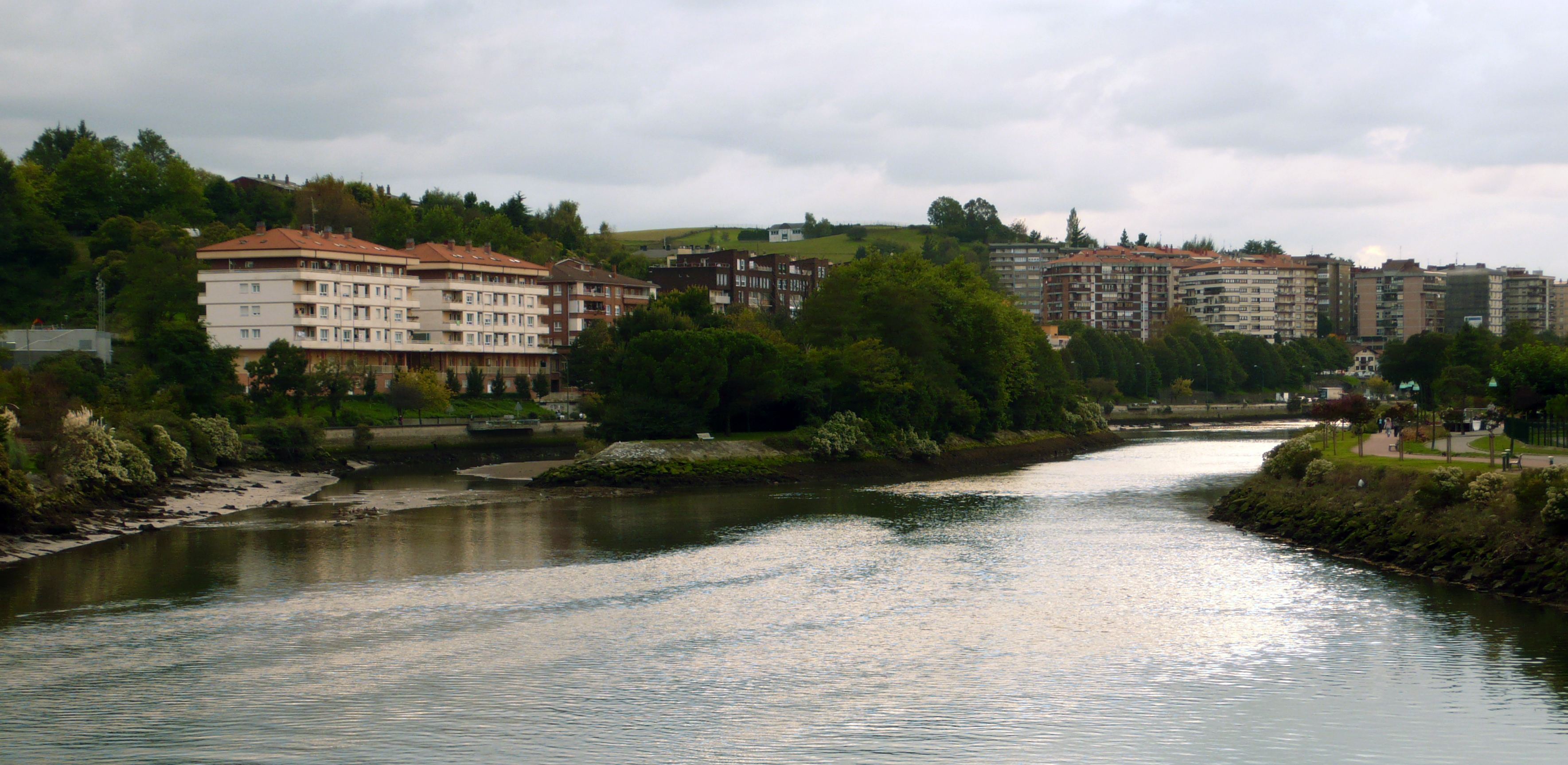
A sziget a közeli határátkelőhídról nézve